# Шекерик-Доників Петро
Петро́ Дмитрович Шеке́рик-До́ників (20 квітня 1889, село Голови, тепер Верховинщина, Україна — не раніше 1940) — український гуцульський громадський і політичний діяч, етнограф, письменник, самоврядовець. Учасник Визвольних змагань.

## Життєпис
Народився на Гуцульщині в селянській сім'ї. Закінчив 4-річну однокласну школу. Потім займався самоосвітою (завдяки вчителеві Луці Гарматію).
У 1908—1910 роках перебував на військовій службі у 24-му піхотному полку у місті Коломиї. Завдяки його старанням у підрозділі солдатам-українцям дозволили розмовляти рідною мовою. Брав активну участь у створенні та діяльності гуцульського театру в селі Красноїлля (Верховинський район, Івано-Франківщина) під керівництвом Гната Хоткевича. Коли Гнат Хоткевич вирішив заснувати у Харкові майстерню для виготовлення гуцульських виробів, Петро Шекерик-Доників допомагав йому відправляти на Східну Україну гуцульських майстрів. 

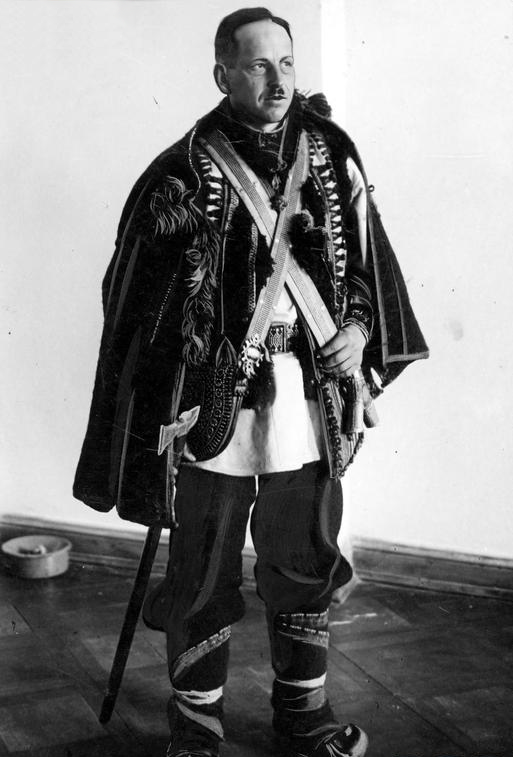
Петро Шекерик-Доників в народному строю.

Після одруження з Катериною Боднарук у 1911 році поселився в селі Жаб'є (зараз смт Верховина, Івано-Франківщина), де активно брав участь у січовому русі.
Був знайомий з Михайлом Коцюбинським (їх познайомив Володимир Гнатюк), допомагав йому разом з Лукою Гарматієм вивчати життя гуцулів, збирати матеріали для написання роману «Тіні забутих предків».

Павло Богацький та Петро Шекерик-Доників святкують День Злуки.
Київ, 22 січня 1919

Вільгельм Габсбург та Петро Шекерик-Доників. 1919 рік.

Зліва-направо: Петро Шекерик-Доників, ротмістр Олександр Устиянович, Вільгельм Габсбург, сотник Едвард Рубіш-Ляришенко, графиня Євгенія Ляриш

У 1914 році служив при 36-му піхотному полку, а також санітаром у військовому госпіталі. Був активним діячем Української Радикальної Партії. Цього ж 1914 року Петро Шекерик-Доників організував набір добровольців до Легіону Українських січових стрільців.
У 1918—1919 роках був делегатом Української Національної Ради ЗУНР від повіту Косів та Трудового Конгресу в Києві. Брав участь у святкуванні Злуки ЗУНР і УНР на Софійському майдані. У парламенті ЗУНР працював у складі шкільної комісії. За завданням отамана Никифора Гірняка́ виїжджав до Повстанської армії генерала Михайла Омеляновича-Павленка з пропозицією об'єднання з УГА.
26 жовтня 1919 року організував осередок товариства «Січ» у Кам'янці-Подільському.
У 1919 році гостював у себе та допомагав Вільгельмові Габсбургу (Василеві Вишиваному) під час його перебування в Карпатах, де його переслідувала румунська влада.
6 червня 1919 року був заарештований румунами. 6 вересня 1919 року його випустили, і Петро Шекерик-Доників повернувся на Гуцульщину, звідки потім виїхав на Східну Україну, де брав участь у боротьбі з денікінцями та більшовиками.
У травні 1920 р. заснував осередок товариства «Січ» у місті Вінниці. Провів підготовку щодо організації 50 «Січей» у колишній Подільській губернії. Влітку 1920 року поїхав на Закарпаття, де піклувався долею гуцулів-утікачів з-під польського гніту. У 1921 році повернувся до Жаб'я, де намагався відродити січовий рух.
Впродовж 1920-30-х років Петро Шекерик-Доників продовжував підтримувати дружні стосунки з Василем Стефаником, Марком Черемшиною, Антоном Крушельницьким, Андрієм Чайковським.
У 1928–1930 роках був послом до польського сейму, де всіма можливими засобами захищав інтереси українства.
15 травня 1940 року Петро Шекерик-Доників, разом з сином Андрієм, був заарештований та звинувачений у антирадянській діяльності. Вилучену під час обшуку літературу спалили 2 червня 1940. 11 жовтня 1940 «особлива нарада» НКВД засудила Петра Шекерика-Дониківа до восьми років тюрми. Згодом його було заслано до Росії. Подальша доля невідома.
Згідно з рішенням Івано-Франківської обласної прокуратури від 12 серпня 1989 р. реабілітований посмертно .

## Творчість
Шекерик-Доників таки написав понад сотню оповідань про опришків, а в 1913 році видав невелику книжку «На дні озера».
Найзначнішим його твором визнано роман «Дідо Иванчік», написаний гуцульським діалектом української мови. Роман вдалося цілком віднайти лише в 1999 році. Переховуючи текст від радянської влади, спочатку дружина Параска закопала рукопис, вмістивши в бідон, кілька разів переховувала його, а далі заповіла доньці. Після ретельного опрацювання твір надрукували 2007 року. Але в ньому бракувало кількох розділів у третій частині. Віднайшли втрачене 20 років по тому. Ще один згорток списаного паперу віднайшла також дочка Анна. У 2020 р. у видавництві «Discursus» роман «Дідо Иванчік» вийшов повним виданням (з віднайденими розділами) гуцульським говором і в перекладі Івана Андрусяка сучасною літературною мовою.
У 2023 р. видавництво «Discursus» видало книжку Петра Шекерика-Дониківа «Опришки. Народні оповідання».
Він був чи не першим, і точно найвидатнішим журналістом Гуцулії того часу. Для щорічного «Гуцульского калєндаря» писав про побут, традиції до свят, видатні події. Сам і видавав часопис у Жаб'ї (теперішня Верховина).

## Сім'я
Син Андрій (9 вересня 1912 — 20 грудня 1980) — громадський діяч. 15 травня 1940 був заарештований більшовиками разом із батьком, засуджений до розстрілу. У тюрмі вдало імітував хворобу, через що його перевели до психіатричної лікарні, звідки він утік. Під час німецької окупації працював у Київській управі (1941). У 1944 році виїхав до Баварії, а в 1950 — до США. Похований на українському кладовищі у Фокс Чейзі, Філадельфія.

## Вшанування пам'яті
У червні 2018 року у будинку селища Верховина, де проживав Петро Шекерик-Доників, створено музей  його пам'яті.
4 серпня 2024 року у селищі Верховина встановили кінний пам'ятник Петру Шекерику-Дониковому.